# Marijan Tršar
Marijan Tršar, slovenski slikar, umetnostni zgodovinar, pedagog in pisatelj, * 17. februar 1922, Dolenjske Toplice, † 18. oktober 2010, Ljubljana.

## Življenjepis
Marijan Tršar je bil rojen 17. februarja 1922. v Dolenjskih toplicah. Po maturi na klasični gimnaziji v Ljubljani se je vpisal na umetnostno zgodovino, a leta 1945 prestopil na tedaj ustanovljeno Akademijo za upodabljajočo umetnost. Diplomiral je leta 1951 pri profesorju Gojmirju Antonu Kosu, končal še grafično specialko pri profesorju Božidarju Jakcu. Po službi profesorja likovne vzgoje na gimnaziji v Trbovljah in Pionirskem domu v Ljubljani ter večletnem statusu svobodnega umetnika je bil leta 1969 imenovan za docenta na Akademiji za likovno umetnost v Ljubljani, leta 1979 za rednega profesorja. Istega leta si je pridobil naziv magistra umetnostne zgodovine z disertacijo Teoretski sistemi Vasilija Kandinskega na Beograjski univerzi.
Kot član prve slovenske modernistične Skupine 53 mladih je leta 1953 razstavljal v Moderni galeriji v Ljubljani, potem še v Beogradu in Zagrebu. Na začetku se je največ ukvarjal z grafiko, potem čedalje bolj z oljnim slikarstvom in akvarelom. Izvedel je več dekoracij v tehniki freske (Dvorana tovarne v Barbengu, Švica; Knjižnica v Zenici v Bosni; Restavracija v Kočevju), v zgrafitu ( Mestna knjižnica na Kongresnem trgu v Ljubljani; Fasada privatne hiše v Caslanu, Švica; Elektrarna v Brestanici), v mozaiku ( Kulturni dom v Zagorju; dve «Supraporti« v sodni palači v Ljubljani) in v vitraju. Po francoskem tečaju za kopiranje fresk l. 1948 v Sopočanih v Srbiji se je več let preživljal s kopiranjem fresk po naših srednjeveških cerkvicah. Sodeloval je pri filmu Lojzeta Gostiše/Naceta Hladnika »Sveta Nedelja« z rekonstrukcijo te crngrobske freske in pri filmu Jožeta Javorška/Franceta Kosmača »Pravična gospa« s kopijami Mrtvaškega plesa in  prizorov iz Geneze v Hrastovljah. Ilustriral in opremil je več knjig. Poklicno se je v začetku najbolj uveljavljal v grafiki, pozneje v slikarstvu. Sodeloval je na mnogih skupinskih razstavah in bienalih (kot član Ljubljanske grafične šole). Imel je okoli petdeset samostojnih razstav doma in na tujem.
V začetku šestdesetih let se je začel intenzivno ukvarjati z likovno teorijo, likovno kritiko in literaturo.  V letih 1960-1969 je redno spremljal slovensko likovno ustvarjalnost v Naših razgledih, objavljal študije v revijah Sodobnost, Sinteza, Dialogi, Enciklopedia Moderna. Napisal je scenarije za likovno problemske oddaje na televiziji (Elementi likovnega izražanja, 1970; Grafične tehnike, 1970; Slikarske tehnike, 1972; Kiparske tehnike, 1975; Žena v umetnosti, 1978; Adrijana Maraž, 1979). Predstavljal je slovenske in jugoslovanske umetnike V okviru tedna (Delo) in v slovenskih šolskih berilih za osemletke; s spremno analizo je označil mnoge slovenske ilustratorje v njihovih ilustriranih knjigah; o slovenski likovni dejavnosti je poročal v Kleine Zeitung. Je avtor monografskih študij o slikarstvu Jožeta Tisnikarja (Obzorja,1972), o grafikah in risbah Franceta Miheliča (Državna založba, 1972), o grafiki, slikarstvu in kiparstvu Branka Suhyja (Mladinska knjiga, 1987), je pisec monografij Leopolda Hočevarja (Revirski muzej, Trbovlje, 1996),Toneta Leskoška (Občina Zagorje ob Savi, 1999) ter monografskega kataloga o življenjskem opusu Marjana Dovjaka (Idrija, 1972); o slikarstvu in ilustraciji Ivana Seljaka-Čopiča (Idrija, 1978), o kiparstvu Janeza Lenassija (Piran, Ljubljana 1988); pa študije o življenju in delu slikarja in pedagoga Antona Ažbeta (Založba PARK, Ljubljana, 1991). Svojo magistrsko temo je izdal leta 1997 v Mladinski knjigi z naslovom Vasilij Kandinski, slikar in teoretik; njegove teoretske spise pa prevedel z naslovom Od točke do slike (Cankarjeva založba, Ljubljana, 1985.) Njegov kritični, teoretski, esejistični in literarni opus obsega več kot 800 enot.
Slogovno se je njegovo ustvarjanje tako v grafiki kot v slikarstvu iz začetnega realizma prek ekspresivnejših in analitično kubističnih stremljenj povzpelo do osebnih oblikovnih deformacij in v avtorsko razpoznaven kolorit, se prek vzgledov italijanskih in francoskih modernistov približalo avantgardni abstraktni smeri. Posebej grafična cikla Elementi Vrsarja (1963-64) in Kamnoseška znamenja (1965) sta sugestivna primera osebne slogovnosti. Po njegovem teoretsko kritiškem, literarnem in pedagoškem intervalu (1969- 1986) nastopi obdobje vnovičnega slikarskega vzpona »od začetkov«, ki ga prek slogovno razvojnih stopnic pripelje do današnjega slikarstva, najbližjega modernistični abstraktni likovni dikciji. Vmes se zvrstijo slogovno in vsebinsko razvojni cikli, kot denimo Sprevržene hiše, Gozdna metaforika Roga, Holokavst, Homo latens in v končni fazi domišljijsko naključne kompozicije, ki z avtohtonimi oblikami in barvnimi strukturami predstavljajo dokončen umik iz tradicionalnega slikarstva predmetnih vsebin.
Njegova dela hranijo mnogi domači in tuji privatniki, v fundusu Mednarodnega grafičnega centra v Ljubljani so njegovi grafični cikli Elementi Vrsarja, Kamnoseška znamenja in Homo latens; v Protokolnem centru na Brdu pri Kranju je ciklus slik Fantazija naključij, grafike v zbirki Akademije znanosti in umetnosti v Ljubljani, slika v zbirki Koroške galerije v Slovenj Gradcu, ciklus akrilov Holokavst, grafik in akvarelov iz Gonarsa ter risb iz Teharij pa v Galeriji Staneta Kregarja v Šentvidu pri Ljubljani.
Ob stoletnici rojstva so slikarju pripravili samostojno razstavo v Galeriji Zala v Ljubljani (otvoritev 7. decembra 2022 ob 19:00).

## Literarna dela
Tršar se je ukvarjal tudi z likovno teorijo in kritiko. Napisal je več knjig in več TV scenarijev o likovni problematiki ter nekaj monografij o slikarjih in kiparjih ter mladinskih knjig, humoresk in satir ter dramskih besedil.
Napisal in izdal je potopisno razmišljanje (Danski mozaik - Mladinska knjiga, 1964), otroško igrico Zgodba o dedku Mrazu (Mestno gledališče, 1965), napisal in ilustriral otroški povesti Indijanci, gusarji in detektivi (Obzorja, 1964) in Zgodbe o psu Riku (Obzorja,1969); izbor likovnih kritik in esejev Hoja za poustvarjeno lepoto (Obzorja, 1970), zbirka razmišljanj o tradicionalnem slikarstvu in začetkih moderne Sprehod po pariških galerijah (Slovenska Matica, 1972), Otroštvo (Dolenjska založba, 1993), Kopist in samota (Slovenska Matica, 1996); avtobiografski Dotik smrti (Nova Revija, 2000), pesniško zbirko Žejni soj oči (2003), satire Znanstvena metoda (2004), črtice Razsevki podob (2006), dnevniške zapiske Razmišljanja ob paleti (Mohorjeva družba, 2009), ter posmrtno izšle spomine Moja akademijska leta (Celjska Mohorjeva družba, 2012).

### Avtobiografiji
- Otroštvo
- Dotik smrti

## Nagrade
- Nagrada ALU za risbo (1946).
- Jakopičeva nagrada (1993)
- Srebrni častni znak svobode Republike Slovenije (1996) - za delo in ustvarjalnost na področju likovne umetnosti ter za zasluge pri ustvarjanju dobrega slovesa ljubljanske Akademije za likovno umetnost[4].
- Priznanje slikarske kolonije v Kočevju (1999)
- Naziv: zaslužni profesor Univerze v Ljubljani (2001)
- Priznanje Zveze društev slovenskih likovnih umetnikov (2008).